# Gettlinge
Gettlinge je vas na jugozahodnem delu otoka Öland na Švedskem. Znana je po impresivnem vikinškem pokopališču kamnitih ladij. Gettlinge leži na zahodnem robu apnenčaste planote Stora Alvaret, ki ga je UNESCO uvrstil na seznam svetovne dediščine. Najdišče je dobro vidno iz obodne ceste št. 136. Gettlinge, tako kot večina prazgodovinskih pokopališč na Ölandu, leži na nizko ležečem grebenu, ki ga Hogan opisuje kot geološko formacijo odebeljene zemlje v tem alvarskem območju sicer izjemno tanke talne skorje. Ta greben je bil eno redkih mest na južnem delu otoka, ki je imelo dovolj globine zemlje za nastanek pokopališč.
Na obrobju Stora Alvaret je najdišče Gettlinge in okolica, kjer rastejo številne redke in ogrožene vrste rastlin in živali, vendar je večina teh vrst sezonsko cvetočih divjih rož, ki cvetijo pozno spomladi in poleti. Pod plastjo zemlje, kjer so pokopani grobovi, je obsežna apnenčasta formacija, ki je vir večine lokalnih gradbenih materialov, ki so že od srednjega veka podpirali suhozid. Stolni kamni vikinške ladje so granit, morenski material, ki so ga s celine sem prinesli ledeniki iz ledene dobe.

## Geologija
V Gettlingeju, tako kot na večjem delu otoka Öland, so plasti temeljne kamnine sestavljene predvsem iz ordovicijskega apnenca, ki sega vsaj 600 milijonov let nazaj. Večina omejene zaloge zgornje plasti zemlje je nastala z ledeniškim mletjem apnenčaste temeljne kamnine, kar je ustvarilo skoraj ravno formacijo alvar. Konec zadnje ledene dobe je privedel do dviga, ki je ustvaril reliefno obliko, ki je danes otok Öland.
Vas Gettlinge, pa tudi predhodne civilizacije od kamene dobe do srednjega veka, se je razvila predvsem na ozkem, nizko ležečem grebenu, ki poteka v smeri sever-jug vzporedno z baltsko obalo. Ta greben je edino mesto (razen peščenih plaž) vzdolž jugozahodne obale, kjer se zemlja razteza več kot dva centimetra globoko do Stora Alvaret. Greben je nastal zaradi delovanja valov med dvigom po ledeni dobi. Zato je ta debelejša plast zemlje predstavljala edino gostoljubno mesto za gradnjo temeljev, grobišč in kmetijstvo.

## Zgodovina
Najstarejši naseljenci na Ölandu so gradili lesene koče iz zgodnje kamene dobe; najboljši primeri takšnih izkopanih prazgodovinskih bivališč so nekaj kilometrov vzhodneje od sedanje vasi Alby. Arheološka izkopavanja, ki so se izvajala več let v poznih 1900-ih, so razkrila dokaze o medvedih, kunah, tjulnjih in pliskavkah, hkrati pa so razkrila mezolitske tehnologije lova in nabiranja z odkritjem koščenih sulic, harpun iz losovih rogov in kremena. Ti najzgodnejši prebivalci so proti koncu zadnje ledene dobe, preden se je ledeniška kapa popolnoma stopila, prečkali Kalmarski preliv s celine in tako ustvarili ledeni most. Naselja iz kamene dobe so ključni viri na Ölandu, zaradi česar je Stora Alvaret s strani UNESCO-a uvrščena na seznam svetovne dediščine.
Glavni dokazi o življenju na območju Gettlinge od leta 1000 pr. n. št. do 1000 n. št. izvirajo iz samih grobišč. Gettlinge Gravfeld je v bližini obalne ceste in vsebuje nekaj gomil iz bronaste dobe ter pomembnejše kamnite ladijske grobove, zaradi česar je eno največjih grobišč na Ölandu. Ti pokopi segajo v pozno bronasto dobo, železno dobo in vikinško dobo. Nekateri posamezni stoječi kamni naj bi bili izpred vikinške dobe. Številni artefakti so bili najdeni na grobiščih drugod na Ölandu, vključno z bronastimi verigami in etuijem za kostno iglo.
Vikinški grobovi so bili najdeni tudi na grobišču Hulterstad in obsežnem grobišču Strandvalle, oba na Ölandu. Te najdbe kažejo, da je bil Gettlinge člen v verigi vikinških naselij, skoncentriranih na južnih obalah Ölanda, čeprav je bila večina vikinških naselij dejansko najdena na jugovzhodu Ölanda, kjer je bil boljši dostop do odprtega morja.

## Ekologija
Prva znanstvena študija biote Stora Alvaret se je zgodila leta 1741 ob obisku Linnéja na Ölandu. Linné je opisal ta nenavaden ekosistem: »Omeniti velja, kako nekatere rastline uspevajo na najbolj suhih in nerodovitni območjih gorovja Stora Alvaret.« Nekatere reliktne vrste iz ledene dobe sodijo med floro Stora Alvaret. Na ekosistemu apnenčastega tlaka najdemo široko paleto divjih rož in drugih rastlin. Med najdenimi vrstami so Sedum, navadni oslad (Filipendula vulgaris), Artemisia Oelandica (endemična za Öland), Fuchsova prstasta kukavica (Dactylorhiza maculata subsp. fuchsii) in Vicia. Večina teh divjih rož cveti od maja do julija.
Na tem površju najdemo številne trave, vključno Arrhenatherum elatius in ovčjo bilnico (Festuca ovina); kot bi pričakovali glede na prisotnost kukavičevk, na Stora Alvaret raste veliko gliv, kot sta Hygrocybe persistens in Lepiota alba. Alvar je tukaj znan po zelo sušnih razmerah, kar dokazuje posušen videz talne obloge in trav na zgornji desni fotografiji.